# Списак основних школа у Расинском округу
Расински управни округ обухвата један град и пет општина.
Списак државних основних школа у Расинском округу

## Град Град Крушевац
У општини Крушевац налази се деветнаест школа чија је делатност основношколско образовање. Поред Крушевца, основне школе у овој општини налазе се и у местима: Коњух, Горњи Степош, Мудраковац, Велики Купци, Јасика, Дворане, Читлук, Падеж, Велики Шиљаговац, Паруновац и Жабаре.
| Основна школа                                    | Адреса                                         | Година оснивања | Ранији назив                                                                  |
| ------------------------------------------------ | ---------------------------------------------- | --------------- | ----------------------------------------------------------------------------- |
| Музичка школа „Стеван Христић” Крушевац          | Чупићева 25, Крушевац                          | 1948.           | Музичка школа (1948-1979), Основна Музичка школа „Стеван Христић“ (1979-1994) |
| ОШ „Доситеј Обрадовић” Крушевац                  | Војислава Илића 5, Крушевац                    | 1952.           |                                                                               |
| ОШ „Драгомир Марковић” Крушевац                  | Ћирила и Методија 3, Крушевац                  | 1961.           |                                                                               |
| ОШ „Нада Поповић” Крушевац                       | Ломничке борбе 7, Крушевац                     | 1958.           |                                                                               |
| ОШ „Јован Поповић” Крушевац                      | Балканска 56, Крушевац                         | 1951.           | Друга осмолетка (1951-1955.), II осмогодишња школа ”Јован Поповић”            |
| ОШ „Бранко Радичевић” Бивоље                     | Драгана Рајковића 12, Крушевац                 | 1892.           |                                                                               |
| ОШ „Вук Караџић” Крушевац                        | Југовићева 11, Крушевац                        | 1833.           |                                                                               |
| ОШ „Деспот Стефан” Горњи Степош                  | Горњи Степош бб, Горњи Степош                  | 1904.           |                                                                               |
| ОШ „Јован Јовановић Змај” Мудраковац             | Аеродромска бб, Мудраковац, Крушевац           | 1952.           |                                                                               |
| ШОСО „Веселин Николић” Крушевац                  | Луке Ивановића 17, Крушевац                    | 1961.           |                                                                               |
| ОШ „Кнез Лазар” Велики Купци                     | Расинска бр. 1, Велики Купци                   |                 |                                                                               |
| ОШ „Станислав Бинички” Јасика                    | Станислава Биничког бб, Јасика                 | 1832.           | "Обштествена школа у Јасици, Среза Тањићског, окружја Јаодинско"              |
| ОШ „Брана Павловић” Коњух                        | Коњуху бб, Крушевац                            | 1821.           |                                                                               |
| ОШ „Жабаре”                                      | Врбница бб, Жабаре, Крушевац                   | 1931.           |                                                                               |
| ОШ „Свети Сава” Читлук                           | Ратка Пешића 113, Читлуку                      | 1990.           |                                                                               |
| ОШ „Васа Пелагић” Падеж                          | Падеж бб, Падеж, Крушевац                      |                 |                                                                               |
| ОШ „Владислав Савић Јан” Паруновац               | Перуновац бб                                   | 1890.           |                                                                               |
| ОШ „Страхиња Поповић” Дворане                    | Дворане бб, Крушевац                           | 1892            |                                                                               |
| ОШ „Велизар Станковић Корчагин” Велики Шиљеговац | Велики Шиљеговац бб, Велики Шиљеовац, Крушевац | 1865.           |                                                                               |

## Општина Александровац
У општини Александровац налазе се две матичне школе чија је основна делатност основношколско образовање ученика.
| Основна школа                     | Адреса           | Година оснивања | Ранији назив |
| --------------------------------- | ---------------- | --------------- | ------------ |
| ОШ „Аца Алексић” Александровац    | Јаше Петровића 6 | 1837.           |              |
| ОШ „Иво Лола Рибар” Александровац | Крушевачка 16    |                 |              |

## Општина Брус
У општини Брус налазе се четири школе чија је делатност основношколско образовање. Поред Бруса, основне школе у овој општини налазе се и у местима: Разбојна, Влајковци и Блажево.
| Основна школа                  | Адреса                       | Година оснивања | Ранији назив |
| ------------------------------ | ---------------------------- | --------------- | ------------ |
| ОШ „Јован Јовановић Змај” Брус | Братиславе Петровић 69, Брус |                 |              |
| ОШ „Бранко Радичевић” Разбојна | Разбојна бб (Брус)           | 1927.           |              |
| ОШ „Први мај” Влајковци        | Влајковци (Брус)             |                 |              |
| ОШ „Вук Караџић” Блажево       | Блажево бб (Брус)            |                 |              |

## Општина Варварин
У општини Варварин налази се пет школа чија је делатност основношколско образовање. Поред Варварина, основне школе у овој општини налазе се и у местима: Бошњане, Доњи Крчин, Обреж и Бачина.
| Основна школа                     | Адреса                           | Година оснивања | Ранији назив |
| --------------------------------- | -------------------------------- | --------------- | ------------ |
| ОШ „Јован Курсула” Варварин       | Светог Саве бр. 6, Варварин      | 1838.           |              |
| ОШ „Драги Микић” Бошњане          | Вука Караџића 1, Бошњане         |                 |              |
| ОШ „Свети Сава” Бачина            | Бачина бб                        |                 |              |
| ОШ „Херој Мирко Томић” Доњи Крчин | Крагујевачки друм бб, Доњи Крчин | 1864.           |              |
| ОШ „Мирко Томић” Обреж            | Мирка Томића 12, Обреж           | 1857.           |              |

## Општина Трстеник
У општини Трстеник налази се девет школа чија је делатност основношколско образовање. Поред Трстеника, основне школе у овој општини налазе се и у местима: Стопања, Доњи Рибник, Медвеђа, Милутовац и Велика Дренова.
| Основна школа                         | Адреса                        | Година оснивања | Ранији назив |
| ------------------------------------- | ----------------------------- | --------------- | ------------ |
| ОМШ „Корнелије Станковић” Трстеник    | Дамјана Максића 2, Трстеник   |                 |              |
| ОШ „Миодраг Чајетинац Чајка” Трстеник | Бранка Радичевића 1, Трстеник |                 |              |
| ОШ „Свети Сава” Трстеник              | Браће Спасојевић бб, Трстеник |                 |              |
| ОШ „Живадин Апостоловић” Трстеник     | Кнегиње Милице 41, Трстеник   |                 |              |
| ОШ „Јован Јовановић Змај” Стопања     | Стопања бб (Трстеник)         |                 |              |
| ОШ „Раде Додић” Милутовац             | Милутовац бб (Трстеник)       |                 |              |
| ОШ „Добрица Ћосић” Велика Дренова     | Велика Дренова бб (Трстеник)  |                 |              |
| ОШ „Кнегиња Милица” Доњи Рибник       | Доњи Рибник бб (Трстеник)     |                 |              |
| ОШ „Љубовије Бајић” Медвеђа           | Медвеђа бб (Трстеник)         |                 |              |

## Општина Ћићевац
У општини Ћићевац налазе се две школе чија је делатност основношколско образовање. Поред Ћићевца, основна школа у овој општини налазе се и у месту Сталаћ.
| Основна школа                  | Адреса                   | Година оснивања | Ранији назив     |
| ------------------------------ | ------------------------ | --------------- | ---------------- |
| ОШ „Доситеј Обрадовић” Ћићевац | Ђуре Даничића 6, Ћићевац | 1803.           | ОШ “Моша Пијаде” |
| ОШ „Војвода Пријезда” Сталаћ   |                          |                 |                  |